# Gvatemala
Gvatemala ([gvatemála], špansko: [ɡwateˈmala] ()) je država v Srednji Ameriki. Na severu in zahodu meji na Mehiko, na severovzhodu na Belize, na vzhodu na Honduras in na jugovzhodu na Salvador. Na jugu se ga dotika Tihega oceana, na severovzhodu pa na Honduraški zaliv. Z ocenjenim prebivalstvom okoli 17,6 milijona je Gvatemala najbolj naseljena država v Srednji Ameriki, 4. najbolj naseljena država v Severni Ameriki in 11. najbolj naseljena država v Ameriki. Je reprezentativna demokracija z glavnim in največjim mestom Nueva Guatemala de la Asunción, znanim tudi kot Gvatemala, najbolj naseljenim mestom v Srednji Ameriki.
Ozemlje sodobne Gvatemale je gostilo jedro majevske civilizacije, ki se je raztezala po celotni Srednji Ameriki. V 16. stoletju so večino tega območja osvojili Španci in ga razglasili za del podkraljevstva Nova Španija. Gvatemala se je leta 1821 osamosvojila od Španije in Mehike. Leta 1823 je postala del Zvezne republike Srednje Amerike, ki je do leta 1841 razpadla.
Od sredine do konca 19. stoletja je Gvatemala trpela zaradi kronične nestabilnosti in državljanskih spopadov. Od začetka 20. stoletja mu je vladala vrsta diktatorjev, ki sta jih podpirala United Fruit Company in vlada Združenih držav. Leta 1944 je bil avtoritarni voditelj Jorge Ubico strmoglavljen s prodemokratičnim vojaškim udarom, kar je sprožilo desetletno revolucijo, ki je vodila do obsežnih družbenih in gospodarskih reform. Vojaški udar leta 1954, ki so ga podprle ZDA, je končal revolucijo in vzpostavil diktaturo.
Od leta 1960 do 1996 je Gvatemala preživela krvavo državljansko vojno med vlado, ki so jo podpirale ZDA, in levičarskimi uporniki, vključno z genocidnimi poboji majevskega prebivalstva, ki jih je izvajala vojska. Mirovni sporazum, ki so ga izpogajali Združeni narodi, je privedel do nadaljnje gospodarske rasti in uspešnih demokratičnih volitev, čeprav revščina, kriminal, trgovina z drogami in civilna nestabilnost ostajajo glavna vprašanja.
Čeprav je bogato z izvoznim blagom, se približno četrtina prebivalstva (4,6 milijona) sooča z nezanesljivo preskrbo s hrano, ki jo je še poslabšala nenehna prehrambena kriza, ki je posledica ruske invazije na Ukrajino.
Obilje biološko pomembnih in edinstvenih ekosistemov v Gvatemali vključuje številne endemične vrste in prispeva k temu, da je Srednja Amerika označena kot žarišče biotske raznovrstnosti.[15]

## Etimologija
Ime Gvatemala izhaja iz nahuatlske besede Cuauhtēmallān ali 'kraj številnih dreves', izpeljanke majevske besede K'iche za 'številna drevesa' ali, morda bolj natančno, za Cuate /Cuatli drevo Eysenhardtia. To je bilo ime, ki so ga tlaxcalteški bojevniki, ki so spremljali Pedra de Alvarada med španskim osvajanjem, dali temu ozemlju.

## Zgodovina

### Predkolumbovsko obdobje
Prvi dokazi o človekovem bivanju v Gvatemali segajo v leto 12.000 pr. n. št. Arheološki dokazi, kot so puščične konice iz obsidiana, najdene v različnih delih države, kažejo na prisotnost človeka že leta 18.000 pred našim štetjem. Obstajajo arheološki dokazi, da so bili zgodnji gvatemalski naseljenci lovci-nabiralci. Pridelovanje koruze so ljudje razvili do leta 3500 pred našim štetjem. Najdišča iz leta 6500 pred našim štetjem so bila najdena v regiji Quiché v visokogorju ter Sipacate in Escuintla na osrednji pacifiški obali.
Arheologi delijo predkolumbovsko zgodovino Mezoamerike na predklasično obdobje (3000 pr. n. št. do 250 n. št.), klasično obdobje (250 do 900 n. št.) in postklasično obdobje (900 do 1500 n. št.). Raziskovalci so predklasiko do nedavnega obravnavali kot formativno obdobje, v katerem so ljudstva običajno živela v kočah v majhnih vaseh kmetov, z nekaj stalnimi zgradbami. Ta pojem je bil od poznega 20. stoletja izpodbijan z odkritji monumentalne arhitekture iz tistega obdobja, kot so mesta Nakbé, Xulnal, El Tintal, Wakná in El Mirador v porečju Mirador.
Klasično obdobje mezoameriške civilizacije ustreza vrhuncu civilizacije Majev. Predstavlja ga nešteto najdišč po vsej Gvatemali, čeprav je največja koncentracija v Peténu. Za to obdobje je značilna urbanizacija, nastanek neodvisnih mestnih držav in stik z drugimi mezoameriškimi kulturami.
To je trajalo približno do leta 900 našega štetja, ko je klasična majevska civilizacija propadla. Maji so zapustili mnoga mesta v osrednjem nižavju ali pa jih je pobila lakota, ki jo je povzročila suša. O vzroku propada se razpravlja, vendar teorija o suši pridobiva veljavo, podprta z dokazi, kot so jezerska dna, starodavni cvetni prah in drugi. Niz dolgotrajnih suš v sicer sezonski puščavi naj bi zdesetkal Maje, ki so se zanašali na redne padavine, da bi vzdrževali svojo gosto poseljenost.
Postklasično obdobje predstavljajo regionalna kraljestva, kot so Itza, Kowoj, Yalain in Kejache v Peténu ter Mam, Ki'che', Kackchiquel, Chajoma, Tz'utujil, Poqomchi', Q'eqchi' in Ch 'orti' ljudstva v visokogorju. Njihova mesta so ohranila številne vidike majevske kulture.
Civilizacija Majev si deli številne značilnosti z drugimi mezoameriškimi civilizacijami zaradi visoke stopnje interakcije in kulturne razpršenosti, ki je bila značilna za regijo. Napredek, kot so pisanje, epigrafika in koledar, ni izviral iz Majev; vendar jih je njihova civilizacija popolnoma razvila. Vpliv Majev lahko zaznamo od Hondurasa, Belizeja, Gvatemale in severnega Salvadorja do severneje kot v osrednji Mehiki, več kot 1000 km od območja Majev. Veliko zunanjih vplivov najdemo v majevski umetnosti in arhitekturi, za katere se domneva, da so posledica trgovine in kulturne izmenjave, ne pa neposrednega zunanjega osvajanja.

### Špansko obdobje (1519–1821)
Ko so prispeli v Novi svet, so Španci začeli več odprav v Gvatemalo, z začetkom leta 1519. Kmalu je španski stik povzročil epidemijo, ki je uničila domorodno prebivalstvo. Hernán Cortés, ki je vodil špansko osvajanje Mehike, je dovolil kapitanom Gonzalu de Alvaradu in njegovemu bratu Pedru de Alvaradu, da osvojita to deželo. Alvarado se je sprva povezal z narodom Kaqchikel, da bi se boril proti njihovim tradicionalnim tekmecem narodom K'iche' (Quiché). Alvarado se je kasneje obrnil proti Kaqchikelom in sčasoma spravil celotno regijo pod špansko oblast.
V kolonialnem obdobju je bila Gvatemala audiencia, generalna kapitanija (Capitanía General de Guatemala) Španije in del Nove Španije (Mehika). Prva prestolnica, Villa de Santiago de Guatemala (zdaj znana kot Tecpan Guatemala), je bila ustanovljena 25. julija 1524 v bližini Iximchéja, glavnega mesta Kaqchikel. Prestolnica je bila 22. novembra 1527 premaknjena v Ciudad Vieja zaradi napada Kaqchikel na Villa de Santiago de Guatemala. Zaradi svoje strateške lege na ameriški pacifiški obali je Gvatemala postala dopolnilno vozlišče transpacifiške trgovine Manilske galeone, ki je povezovala Latinsko Ameriko z Azijo preko Filipinov v španski lasti.
11. septembra 1541 je bila nova prestolnica poplavljena, ko se je zaradi močnega deževja in potresov zrušila laguna v kraterju vulkana Agua; prestolnica je bila nato premaknjena 6 km v Antiguo v dolino Panchoy, ki je zdaj Unescov seznam svetovne dediščine. To mesto je uničilo več potresov v letih 1773–1774. Španski kralj je odobril selitev prestolnice na sedanjo lokacijo v dolini Ermita, ki je poimenovana po katoliški cerkvi, posvečeni Virgen del Carmen. Ta nova prestolnica je bila ustanovljena 2. januarja 1776.

### Neodvisnost in Srednja Amerika (1821–1847)
15. septembra 1821 sta Gabino Gainza Fernandez de Medrano in generalna kapitanija Gvatemale, upravne regije Španskega imperija, ki so jo sestavljali Chiapas, Gvatemala, Salvador, Nikaragva, Kostarika in Honduras, uradno razglasila neodvisnost od Španije na javnem srečanju v mestu Gvatemala. Pridobljena je bila neodvisnost od Španije in generalna kapitanija Gvatemale se je pridružila Prvemu mehiškemu imperiju pod Agustínom de Iturbidejem.
Pod Prvim imperijem je Mehika dosegla svoj največji ozemeljski obseg, ki se je raztezal od severne Kalifornije do provinc Srednje Amerike (razen Paname, ki je bila takrat del Kolumbije), ki sprva ni odobrila, da bi postala del Mehiškega imperija, a se je imperiju kmalu pridružila po njihovi osamosvojitvi. Ta regija je bila formalno del podkraljevstva Nove Španije v celotnem kolonialnem obdobju, vendar se je v praksi upravljala ločeno. Šele leta 1825 je Gvatemala ustvarila svojo zastavo.
Leta 1838 so liberalne sile honduraškega voditelja Francisca Morazána in gvatemalskega Joséja Francisca Barrundie vdrle v Gvatemalo in dosegle San Sur, kjer so usmrtile Chúa Alvareza, tasta Rafaela Carrere, takratnega vojaškega poveljnika in pozneje prvega predsednika Gvatemale. Liberalne sile so Alvarezovo glavo nabodle na sulico kot opozorilo privržencem gvatemalskega caudilla. Carrera in njegova žena Petrona – ki sta se prišla soočiti z Morazánom takoj, ko sta izvedela za invazijo in sta bila v Mataquescuintli – sta prisegla, da ne bosta nikoli odpustila Morazánu niti v njegovem grobu; menili so, da je nemogoče spoštovati vsakogar, ki ne bi maščeval družinskih članov.
Potem ko je poslal več odposlancev, ki jih Carrera ni hotel sprejeti – še posebej ne Barrundia, ki je Carrera ni želel hladnokrvno umoriti – je Morazán začel ofenzivo požgane zemlje, uničeval vasi na svoji poti in jim odvzel premoženje. Sile Carrera so se morale skriti v gorah. Ker sta verjela, da je Carrera popolnoma poražen, sta Morazán in Barrundia odkorakala v mesto Guatemala, kjer so ju državni guverner Pedro Valenzuela in člani konservativnega klana Aycinena sprejeli kot rešitelja, ki so predlagali sponzoriranje enega od liberalnih bataljonov, medtem ko sta Valenzuela in Barrundia dala Morazánu vsa gvatemalska sredstva, potrebna za rešitev morebitnih finančnih težav, ki jih je imel. Kriolci obeh strank so do zore slavili, da so končno dobili criollo caudillo, kot je Morazán, ki je uspel zatrti  upor.
Morazán je izkupiček uporabil za podporo Los Altos in nato Pedro Valenzuela zamenjal z Marianom Rivera Pazom, članom klana Aycinena, čeprav temu klanu ni vrnil nobenega premoženja, zaplenjenega leta 1829. V maščevanje je Juan José de Aycinena y Piñol malo kasneje glasoval za razpustitev Srednjeameriške federacije v Salvadorju, zaradi česar se je Morazán moral vrniti v Salvador, da bi se boril za svoj zvezni mandat. Na tej poti je Morazán povečal represijo v vzhodni Gvatemali, kot kazen za pomoč Carreri. Ker je vedel, da je Morazán odšel v Salvador, je Carrera poskušal zavzeti mesto Salamá z majhno silo, ki je ostala, vendar je bil poražen in v boju izgubil svojega brata Laureana. Ker mu je ostalo le nekaj moških, je hudo ranjenemu uspelo pobegniti v Sanarate. Ko si je nekoliko opomogel, je napadel odred v Jutiapi in dobil majhno količino plena, ki ga je dal prostovoljcem, ki so ga spremljali. Nato se je pripravil na napad na Petapo blizu mesta Guatemala, kjer je zmagal, čeprav z velikimi izgubami.
Septembra istega leta je Carrera poskušal napasti glavno mesto Gvatemale, vendar ga je liberalni general Carlos Salazar Castro premagal na poljih Villa Nueva in Carrera se je moral umakniti. Po neuspešnem poskusu zavzetja Quetzaltenanga se je Carrera znašel obkoljen in ranjen. Moral je kapitulirati pred mehiškim generalom Agustínom Guzmanom, ki je bil v Quetzaltenangu od prihoda Vicenteja Filísole leta 1823. Morazán je imel priložnost ustreliti Carrero, a tega ni storil, ker je potreboval podporo gvatemalskih kmetov, da bi se zoperstavil napadom Francisca Ferrere v Salvadorju. Namesto tega je Morazán prepustil Carreri nadzor nad majhno utrdbo v Miti, brez orožja. Ker je vedel, da bo Morazán napadel Salvador, je Francisco Ferrera Carreri dal orožje in strelivo ter ga prepričal, da napade mesto Guatemala.
Medtem se je Salazar kljub vztrajnemu nasvetu, naj dokončno zatre Carrero in njegove sile, poskušal diplomatsko pogajati z njim; šel je celo tako daleč, da je pokazal, da se Carrere ne boji niti mu ne zaupa, tako da je odstranil utrdbe gvatemalske prestolnice, ki so bile vzpostavljene od bitke pri Villa Nueva. Izkoristil je Salazarjevo dobro vero in Ferrerovo orožje, Carrera pa je 13. aprila 1839 presenetil mesto Guatemala; Salazar, Mariano Gálvez in Barrundia so pobegnili pred prihodom Carrerovih vojakov. Salazar je v pižami iskal zatočišče ter dosegel mejo preoblečen v kmeta. Ko je Salazar odšel, je Carrera za vodjo države ponovno postavil Rivera Paza.
Med letoma 1838 in 1840 je secesionistično gibanje v mestu Quetzaltenango ustanovilo odcepitveno državo Los Altos in si prizadevalo za neodvisnost od Gvatemale. Najpomembnejši člani Liberalne stranke Gvatemale in liberalni sovražniki konservativnega režima so se preselili v Los Altos in zapustili izgnanstvo v Salvadorju. Liberalci v Los Altosu so začeli ostro kritizirati konservativno vlado Rivere Paza. Los Altos je bila regija z glavno proizvodno in gospodarsko dejavnostjo nekdanje države Gvatemale. Brez Los Altos so konservativci izgubili veliko virov, ki so Gvatemali zagotavljali hegemonijo v Srednji Ameriki. Gvatemalska vlada je poskušala doseči mirno rešitev, vendar sta sledili dve leti krvavih spopadov.
17. aprila 1839 je Gvatemala razglasila neodvisnost od Združenih provinc Srednje Amerike. Leta 1840 je Belgija začela delovati kot zunanji vir podpore za Carrerino gibanje za neodvisnost, da bi imela vpliv v Srednji Ameriki. Compagnie belge de colonization (Belgijska kolonizacijska družba), ki jo je naročil belgijski kralj Leopold I., je postala upravitelj Santo Tomas de Castilla in nadomestila propadlo britansko trgovsko in kmetijsko družbo vzhodne obale Srednje Amerike. Čeprav je kolonija sčasoma razpadla, je Belgija še naprej podpirala Carrero sredi 19. stoletja, čeprav je bila Britanija še naprej glavni poslovni in politični partner Carrere. Rafael Carrera je bil leta 1844 izvoljen za gvatemalskega guvernerja.
21. marca 1847 se je Gvatemala razglasila za neodvisno republiko in Carrera je postal njen prvi predsednik.

### Obdobje od 1871 do danes
Obdobje od 1871 do 1944 je znano kot liberalna nacionalna država. Gospodarska modernizacija države se je pospešila. Začelo se je obsežno gojenje kave in banan, slednje zlasti prek United Fruit Company.
Z oktobrsko revolucijo leta 1944 in strmoglavljenjem takratnega diktatorja Jorgeja Ubica (1931–1944) se je v Gvatemali začelo demokratično desetletje. Predsednik Arévalo (1944–1949) je demokratiziral državo, uvedel svobodo tiska in uveljavil prvi delavski kodeks v zgodovini Gvatemale. Pod njegovim naslednikom Jacobom Arbenzom (1950–1954) so bile izvedene obsežne zemljiške reforme. Takrat je okoli 2 % vseh velikih posestnikov imelo v lasti okoli 70 % zemlje, ki se je lahko uporabljala za kmetijstvo.
Ameriško zunanje ministrstvo je začelo kampanjo proti Gvatemali. CIA je nato junija 1954 posredovala v sodelovanju z opozicijskimi gvatemalskimi vojaškimi silami (operacija PBSUCCESS). Dolga leta se je domnevalo, da je bila ta kampanja posledica posredovanja United Fruit Company (UFC). UFC je imel svoje največje plantaže v Gvatemali in je bil tudi lastnik Mednarodnih železnic Srednje Amerike in takratnega edinega karibskega pristanišča v državi, Puerto Barrios. Vendar pa je zaradi nedavno umaknjene tajnosti Cie o operaciji vpliv United Fruit Company precej omejen. Po teh informacijah bi morali intervencijo obravnavati bolj kot del Trumanove doktrine za preprečitev domnevne komunistične grožnje iz Srednje Amerike.
Leta 1954 je bil Arbenz na pobudo ZDA strmoglavljen, zamenjal pa ga je diktator Carlos Castillo Armas. V zelo kratkem času je razveljavil vse družbene reforme, tudi začeto agrarno reformo. Leta 1957 je bil umorjen. Njegov naslednik je postal Ydígoras, prav tako iz vrst gvatemalske vojske, odgovoren za številne poboje in brutalno zatiranje različnih uporov v Gvatemali pod Ubicovo vladavino.
Aktivna in pasivna volilna pravica žensk se je med letoma 1945 in 1985 razvila v več fazah: ustava iz leta 1879 je vzpostavila neposredno aktivno volilno pravico. Veljal je za vse pismene moške nad 21 let oziroma za tiste moške, ki so imeli urad, pokojnino ali druge dohodke. Volilna pravica žensk je bila uvedena z ustavo iz leta 1945 in volilnim zakonom iz leta 1946; Vendar pa so bile narejene razlike med različnimi stopnjami volilne pravice: volitve so bile obvezne za moške pismene moške, starejše od 18 let, medtem ko je bila tajna volilna pravica za pismene ženske neobvezna; za nepismene moške so bile volitve tajne, a javne. Leta 1956 je bilo uvedeno tajno glasovanje z obveznim glasovanjem za moške in ženske, ki so znali brati in pisati; nepismenim moškim ni bilo treba voliti; nepismene ženske niso smele glasovati.ref name="Bendel363364">Petra Bendel, Michael Krennerich: Guatemala. In: Dieter Nohlen (Hrsg.): Handbuch der Wahldaten Lateinamerikas und der Karibik (= Politische Organisation und Repräsentation in Amerika. Band 1). Leske + Budrich, Opladen 1993, ISBN 3-8100-1028-6, S. 359–388, S. 363–364.</ref> Šele po desetletjih je bila pasivna volilna pravica žensk dosežena v enakem obsegu kot volilna pravica moških: leta 1946 je bila uvedena omejena pasivna volilna pravica žensk, ki je izključevala ženske, ki niso znale brati in pisati. Tudi po zakonskih spremembah leta 1956 nepismenim ženskam ni bilo dovoljeno voliti. Ustava iz leta 1965 je pravico do kandidiranja razširila na vse državljane, vendar glasovanje še vedno ni bilo obvezno za ženske, ki niso znale brati ali pisati. Šele ustava iz leta 1985 je vzpostavila popolno enakopravnost žensk in moških glede volilne pravice.
V Gvatemali je od leta 1960 potekala državljanska vojna, ki je bila uradno končana šele leta 1996 s podpisom mirovne pogodbe. Do takrat je vojna zahtevala več kot 200.000 žrtev in ustvarila več kot milijon beguncev. Zlasti prek generala Efraína Ríosa Montta je boj diktature proti domorodnemu prebivalstvu dobil značilnosti genocida. Bombardirana so bila celotna območja države.
Po podatkih Komisije za zgodovinsko razsvetljenost so vladne sile in zavezniške paravojaške enote odgovorne za 93 % nasilja v konfliktu, gverilske skupine pa za 3 % (4 % so neidentificirani).
Najpozneje od 1960-ih poteka tudi spopad za sosednjo državo Belize, katere ozemlje si v celoti ali delno lasti Gvatemala. Ko je Belize po osamosvojitvi leta 1981 zaprosil za članstvo v Združenih narodih, je bila Gvatemala edina od 145 prisotnih držav članic, ki je v Generalni skupščini ZN glasovala proti.
Gvatemalo je oktobra 2005 močno prizadel orkan Stan; v poplavah, zemeljskih in blatnih plazovih je umrlo več kot 1000 ljudi.
Nasilje prejšnjih ideoloških konfliktov se je nadaljevalo v kriminalnih skupinah Marasa in mamilarske mafije.
V letih 2010 in 2020 se je država pod več desničarskimi predsedniki še bolj pomaknila od že tako hudo bolne demokracije proti diktaturi.

## Geografija

### Lega
Gvatemala leži v Srednji Ameriki na 15° 30' severno, 90° 15' zahodno. To pomeni, da je geografsko središče ameriške dvojne celine v Gvatemali, natančneje v mestu Cuilapa. Površina države približno ustreza površini novih zveznih dežel.
Na severu meji na Mehiko (962 km skupne meje), na vzhodu na Belize (266 km), na jugovzhodu s Hondurasom (256 km) in na jugu s Salvadorjem (203 km). Skupna dolžina meje je torej 1687 kilometrov.

### Geomorfologija
Regija na pacifiški obali se imenuje Costa Sur (Južna obala). Je 40 do 50 kilometrov širok in 240 kilometrov dolg pas ravnine, za katerega naravno vegetacijo je značilen suh gozd. Obala je komaj strukturirana in ima le nekaj izboklin. Plaža je v bistvu črna mivka. Obalno pokrajino v bistvu sestavljajo aluvialna zemljišča, nastala iz rečnih nanosov.
Severno od obalne regije je ozka, višja Boca Costa. Tla so tudi peščena. Teren ima včasih velike razlike v nadmorski višini na kratki razdalji in je prekrit z oblačnim gozdom.
Osrednje višavje, Altiplano de Guatemala, predstavlja približno četrtino ozemlja države, doseže širino od 100 do 150 kilometrov in je zanj značilnih več gorskih verig, ki potekajo od severozahoda proti jugovzhodu, vključno s Sierra Madre de Chiapas na jugu in Sierra de los Cuchumatanes na severu visokogorja. Del Sierra Madre de Chiapas je veriga vulkanov. Na zahodu je eden najvišjih vulkanov v Srednji Ameriki, Tajumulco. Na 4220 m se dviga nad gvatemalskim višavjem. Proti vzhodu se višina vulkanov zmanjšuje. Večina je sorazmerno mladih stratovulkanov, ki nastanejo s stikom Kokosove plošče, Karibske plošče in Severnoameriške plošče. Preostalo visokogorje je večinoma na nadmorski višini od 1500 do 3000 metrov. Podtalje je sestavljeno predvsem iz granita, skrilavca in geološko starega apnenca in peščenjaka iz paleozoika ter njihovih produktov preperevanja. Višavja pokrivajo travišča páramo in montanski deževni gozd. Altiplano je najbolj naseljena regija Gvatemale; tam so med drugim prestolnica in druga največja mesta, ki večinoma ležijo v dolinah z ugodno klimo.
Območje vzhodno in severovzhodno od prestolnice do jezera Izabal in meje s Hondurasom in Salvadorjem se imenuje Oriente. Gre za pretežno suho območje. Páramo deloma preide v trnovo savano. Rodovitna kmetijska regija se razprostira le ob reki Motagua.
Na severovzhodu države okoli jezera Izabal in na karibski obali pa je na drugi strani veliko padavin in tropskega deževnega gozda.
Regije severno od osrednjega višavja imajo zmerno podnebje, veliko padavin in prehode med tropskim deževnim gozdom, oblačnim gozdom in montanskim deževnim gozdom. Pokrajino marsikje zaznamuje močno zakrasel apnenec.
Najsevernejši del države, Petén, je nižina s skoraj neprekinjenim tropskim deževnim gozdom. Na meji z Belizejem je le večja borova savana. Za geologijo je značilna delno zakrasela apnenčasta plošča polotoka Jukatan. Regija predstavlja največji del ozemlja države, vendar je le redko poseljena.

### Podnebje
Ravni in rodovitni obalni pas na Pacifiku ima stalno vlažno tropsko podnebje, čeprav največje količine dežja, do 5000 milimetrov na leto, padejo na karibsko obalo in nad Petén na severu. Prevladujoči zračni tok in najpomembnejši vir dežja je severovzhodni pasat.
Za visokogorje so značilni zelo različni podnebni pasovi. Zaradi lege med 1300 in 1800 metri nadmorske višine je skoraj vse leto milo podnebje z dnevnimi temperaturami med 18 in 28 stopinjami Celzija. V višjih legah lahko temperatura zraka močno pade, predvsem januarja in februarja. Poleg tega se vsako leto v začetku maja v gorah začne izrazito deževno obdobje z vsakodnevnimi intenzivnimi padavinami. Oktobra se konča deževna sezona. Ker oblaki pasatnega vetra padajo predvsem v severnih predelih visokogorja, prejmejo višja območja Altiplana le 600 do 1500 milimetrov dežja na leto.
Na obeh obalah in v Peténu doseže povprečna letna temperatura najvišjo vrednost pri 26 stopinjah Celzija. Najnižje povprečne temperature so dosežene v zahodnem Altiplanu in sicer slabih 15 stopinj.
Oktobra 2005 je orkan Stan marsikje povzročil poplave in plazove. Glede na poročilo WorldRiskReport 2021 je Gvatemala uvrščena na 10. mesto med državami z največjim tveganjem za nesreče na svetu.

### Rastlinstvo in živalstvo
Približno 35 odstotkov površine države pokriva gozd, od tega 45,4 odstotka obdelan (leta 2006). Preostala gozdna površina je zavarovana. Največje zavarovano območje je biosferni rezervat Maya (špansko Reserva de la Biósfera Maya na severu države. Vendar pa je varstvo narave kronično zanemarjeno v vseh delih države, tako da je izguba gozdov vedno večja.
Severni del države je večinoma prekrit s tropskim deževnim gozdom. Osrednji del države pa je zaradi hude suše in nadmorske višine sestavljen iz borove savane, medtem ko so na gorskih straneh večinoma tropski gorski in oblačni gozdovi. Višavje v notranjosti je bolj suho in ima značilno savansko vegetacijo s travnatimi površinami in posameznimi drevesi, ponekod pa tudi mešane gozdove bora in hrasta. Nižavja na pacifiški obali so na vzhodu pokrita s suhim gozdom in na zahodu s tropskimi mokrimi gozdovi, nižave ob Karibskem morju pa imajo tudi tropske mokre gozdove. Majhni gozdovi mangrov so prisotni tudi na obalah.
Predvsem v gozdnatih nižinah je bogata biotska raznovrstnost. Čeprav so postali redkejši, lahko najdemo tudi opice in tapirje, pa tudi ozelote, jaguarje in pekarije. Med plazilci deževnega gozda velja izpostaviti številne vrste kač ter krokodile in legvane. V deževnih gozdovih so tudi številne vrste ptic. Približno 35 cm visok sijajni kvecal – heraldična žival Gvatemale – je na primer s svojim mavrično zelenim perjem, ki lahko zraste do enega metra dolgo, ena najbolj barvitih ptic v tropskem deževnem gozdu.

### Metropolitanska območja
Leta 2021 je 52 odstotkov prebivalcev Gvatemale živelo v mestih. Višavje je kulturno in najbolj naseljeno središče Gvatemale. Današnja prestolnica Gvatemala (mesto) leži v nižjem delu tega visokogorja. Najpomembnejša mesta imajo naslednje podatke o številu prebivalcev (od 1. oktobra 2013):
- Gvatemala (mesto) 1.125.000
- Villa Nueva 720.000
- Mixco 700.000
- Quetzaltenango 165.000
- Chinautla 155.000
- Huehuetenango 150.000
- Escuintla 150.000
- Chimaltenango 145.000
- Petapa 132.000
- San Juan Sacatepéquez 113.000
- Villa Canales 104.000
- Amatitlán 102.000
- Santa Lucía Cotzumalguapa 101.000
- Puerto Barrios 78.000
- Cobán 68.000
- Chichicastenango 67.000
- San Pedro Sacatepéquez 65.000
- Jalapa 63.000
- Santa Catarina Pinula 62.000
- Momostenango 62.000
- Antigua Gvatemala 60.000

## Gospodarstvo
Gvatemala je največje gospodarstvo v Srednji Ameriki, z BDP na prebivalca 5200 USD. Vendar se Gvatemala sooča s številnimi socialnimi težavami in je ena najrevnejših držav Latinske Amerike. Porazdelitev dohodka je zelo neenakomerna, saj je več kot polovica prebivalstva pod nacionalnim pragom revščine in nekaj več kot 400.000 (3,2 %) brezposelnih. CIA World Fact Book meni, da je leta 2009 54,0 % prebivalstva Gvatemale živelo v revščini.
Leta 2010 je gvatemalsko gospodarstvo zraslo za 3 % in si postopoma opomoglo po krizi iz leta 2009, kar je posledica zmanjšanja povpraševanja iz ZDA in drugih srednjeameriških trgov ter upočasnitve tujih naložb sredi svetovne recesije.
Nakazila Gvatemalcev, ki živijo v Združenih državah, zdaj predstavljajo največji posamezni vir tujega dohodka (dve tretjini izvoza in ena desetina BDP).
Nekateri glavni izvozni izdelki Gvatemale so sadje, zelenjava, rože, ročna dela, tkanine in drugo. Je vodilni izvoznik kardamoma in kave.
Zaradi naraščajočega povpraševanja po biogorivih država raste in izvaža vedno več surovin za proizvodnjo biogoriv, zlasti sladkornega trsa in palmovega olja. Kritiki pravijo, da ta razvoj vodi v višje cene osnovnih živil, kot je koruza, ki je glavna sestavina gvatemalske prehrane. Kot posledica subvencioniranja koruze iz ZDA, Gvatemala uvozi skoraj polovico svoje koruze iz Združenih držav Amerike, ki porabi 40 odstotkov svojega pridelka za proizvodnjo biogoriv. Leta 2014 je vlada razmišljala o načinih za legalizacijo proizvodnje maka in marihuane, v upanju, da bo obdavčila proizvodnjo in uporabila davčne prihodke za financiranje programov za preprečevanje uživanja drog in drugih socialnih projektov.
Bruto domači proizvod (BDP) po pariteti kupne moči (PKM) je bil leta 2010 ocenjen na 70,15 milijarde USD. Storitveni sektor je največji sestavni del BDP s 63 %, sledita mu industrijski sektor s 23,8 % in kmetijski sektor s 13,2 % (ocena 2010). Rudniki proizvajajo zlato, srebro, cink, kobalt in nikelj. Kmetijstvo predstavlja približno dve petini izvoza in polovico delovne sile. Ekološka kava, sladkor, tekstil, sveža zelenjava in banane so glavni izvozni izdelki države. Leta 2010 je bila inflacija 3,9-odstotna.
Mirovni sporazumi iz leta 1996, ki so končali desetletja trajajočo državljansko vojno, so odstranili veliko oviro za tuje naložbe. Turizem je zaradi novih tujih naložb postal vedno večji vir prihodkov za Gvatemalo.
Marca 2006 je kongres Gvatemale ratificiral sporazum o prosti trgovini med Dominikansko republiko in Srednjo Ameriko (DR-CAFTA) med več srednjeameriškimi državami in Združenimi državami. Gvatemala ima tudi sporazume o prosti trgovini s Tajvanom in Kolumbijo.

### Turizem
Turizem je postal eno glavnih gonil gospodarstva, leta 2008 pa je turizem gospodarstvu ocenjen na 1,8 milijarde dolarjev. Gvatemala letno sprejme približno dva milijona turistov. V zadnjih letih se je povečalo število ladij za križarjenje, ki obiščejo gvatemalska morska pristanišča, kar vodi do večjega števila turistov. Turistične destinacije vključujejo majevska arheološka najdišča (npr. Tikal v Petenu, Quiriguá v Izabalu, Iximche v Chimaltenangu in Guatemala (mesto)), naravne znamenitosti (npr. jezero Atitlan in Semuc Champey) in zgodovinska mesta, kot je kolonialno mesto Antigua Gvatemala, ki je priznano kot Unescov seznam kulturne dediščine.

## Demografija
Gvatemala ima 17.608.483 prebivalcev (ocena 2021). S samo 885.000 leta 1900 je to najhitrejša rast prebivalstva na zahodni polobli v 20. stoletju. Prvi popis prebivalstva v Republiki Gvatemali je bil opravljen leta 1778. Popisi za leta 1778, 1880, 1893 in 1921 so bili uporabljeni kot stari papir in ne obstajajo več, čeprav so bili ohranjeni njihovi statistični podatki. Popisi niso bili opravljeni v rednih intervalih. Popis prebivalstva iz leta 1837 je bil takrat diskreditiran; statistik Don Jose de la Valle je izračunal, da je bilo leta 1837 v Gvatemali 600.000 prebivalcev. Popis iz leta 1940 je bil sežgan.
Gvatemala je močno centralizirana: promet, komunikacije, poslovanje, politika in najpomembnejše mestne dejavnosti se odvijajo v glavnem mestu Guatemala (mesto), katerega mestno območje ima skoraj 3 milijone prebivalcev.
Ocenjena mediana starosti v Gvatemali je 20 let, 19,4 za moške in 20,7 leta za ženske. Gvatemala je demografsko ena najmlajših držav na zahodni polobli, primerljiva z večino osrednje Afrike in Irakom. Delež prebivalstva, mlajšega od 15 let, je leta 2010 znašal 41,5 %, 54,1 % je bilo starih od 15 do 65 let, 4,4 % pa je bilo starih 65 let ali več.

## Kultura
Mesto Gvatemala je dom številnih državnih knjižnic in muzejev, vključno z nacionalnim arhivom, nacionalno knjižnico ter Muzejem arheologije in etnologije, ki ima obsežno zbirko majevskih artefaktov. Ponaša se tudi z zasebnimi muzeji, kot sta Muzej avtohtonega tekstila in oblačil Ixchel in Museo Popol Vuh, ki se osredotoča na arheologijo Majev. Oba muzeja sta v kampusu Universidad Francisco Marroquín. Večina od 329 občin v državi ima vsaj majhen muzej.

### Umetnost
Gvatemala je ustvarila veliko avtohtonih umetnikov, ki sledijo stoletnim predkolumbovskim tradicijam. Kot odraz gvatemalske kolonialne in postkolonialne zgodovine so srečanja z več svetovnimi umetniškimi gibanji ustvarila tudi množico umetnikov, ki so združili tradicionalno primitivistično ali naivno estetiko z evropskimi, severnoameriškimi in drugimi tradicijami.
Escuela Nacional de Artes Plásticas Rafael Rodríguez Padilla je vodilna umetniška šola v Gvatemali in več vodilnih avtohtonih umetnikov, ki so tudi diplomirali na tej šoli, dela v stalni zbirki Museo Nacional de Arte Moderno v glavnem mestu. Sodobni gvatemalski umetniki, ki so si pridobili ugled zunaj Gvatemale, so Dagoberto Vásquez, Luis Rolando Ixquiac Xicara, Carlos Mérida, Aníbal López, Roberto González Goyri in Elmar René Rojas.